# Koninklijke Peijnenburg B.V.
Koninklijke Peijnenburg B.V. is een producent van ontbijtkoek onder de merknamen Peijnenburg en Wieger Ketellapper. Het bedrijf heeft vestigingen in Geldrop en Sintjohannesga. In 1983 kreeg de onderneming het predicaat Koninklijk.

## Historie
De oorsprong van het bedrijf dateert van 1883, toen H.A. (Harry) Peijnenburg een brood-, koek- en beschuitbakkerij in Geldrop oprichtte. In 1915 werd het bedrijf opgesplitst, zoon Harry jr. nam het brood en banket over en zoon Johan (mijnheer Han) richtte zich op koek en banket in een nieuw bedrijfspand aan de Nieuwendijk. In 1917 werd hier naast de winkel een koekfabriek opgericht onder de naam De Bijenkorf. In 1919 kwam een fabrieksuitbreiding van 2500 m² gereed. In 1920 werkten er 22 mensen. Het bedrijf is nog steeds op deze locatie gevestigd en breidde zich sterk uit. Van 1937 tot 1946 was ook een suikerwerkfabriek aan het bedrijf verbonden
In 1952 werd het bedrijf - dan uitsluitend koekfabriek - omgezet in een naamloze vennootschap (NV). In 1954 kwam een nieuwe fabriek in gebruik, nog steeds in het centrum van Geldrop. Rond 1980 werkten hier ruim 100 personen.
Vanaf de jaren zeventig volgde expansie door overnames: in 1976 Van den Boer-de Slinger koekfabriek te Uden die uitsluitend productielocatie werd (1980: 26 medewerkers). In 1981-82 had Douwe Egberts kortstondig een groot minderheidsbelang in de NV en een plan om het helemaal over te nemen. In 1982 werd Klinkhamers Koekfabrieken B.V., te Uithuizen overgenomen. Dit bedrijf maakt gemberkoek en Groninger koek. Op dat moment werkten er bij Peijnenburg 125 mensen en was de omzet ƒ 22 miljoen, bij Klinkhamers werken veertig mensen en was de omzet ƒ 40 miljoen. Wieger Ketellappers Koekfabrieken te Sintjohannesga, dat Friese koek produceert, werd overgenomen in 1997. Er waren toen 145 personen in de hoofdvestiging werkzaam, bij Wieger zestig.
In 2000 verkocht de familie Peijnenburg alle aandelen aan Gilde Participaties B.V. en het management van Peijnenburg, waarmee het de facto ophield een familiebedrijf te zijn. Peijnenburg behaalde destijds een omzet van ƒ 83 miljoen. De vestiging te Uithuizen werd eind 2003 gesloten.
Sedert 2006 is het bedrijf eigendom van Lotus Bakeries te Lembeke. Peijnenburg had toen twee productie-eenheden, in Eindhoven en Zwolle, en telde 211 medewerkers. Het had ruim 60% van de Nederlandse markt van ontbijtkoek, in België bekend als peperkoek of pain d'epices, in handen. Peijnenburg realiseerde in 2005 een nettowinst van 5,3 miljoen euro op een omzet van 46,5 miljoen euro. Lotus Bakeries betaalde ongeveer 67,5 miljoen euro om de aandelen Peijnenburg in handen te krijgen.